# كاري كارلسن
كاري كارلسن (بالنرويجية البوكمول: Kari Karlsen)‏ هي منافسة ألعاب القوى نرويجية، ولدت في 5 فبراير 1952.